# هرمانوویتسه
هرمانوویتسه (به چکی: Heřmanovice) یک منطقهٔ مسکونی در جمهوری چک است که در شهرستان برونتال واقع شده‌است.